# Eilema plumbeola
Eilema plumbeola är en fjärilsart som beskrevs av Jacob Hübner. Eilema plumbeola ingår i släktet Eilema och familjen björnspinnare. Inga underarter finns listade i Catalogue of Life.